# الخرباء
الخرباء: قرية بمحافظة بارق في جنوب المملكة العربية السعودية. تقع في شرقي إمارة بارق على مسافة كيلين تقريباً، ويبلغ تعداد سكانها 610 نسمة حسب الإحصاء الذي جرى عام 2004.

## التسمية
الخرباء - بفتح أوله وسكون الراء - والخرباء موضع الخراب، وقد قامت هذه القرية على أنقاض خرائب وببيوت. ومن هنا أتت تسميتها بذلك.

## الموقع
تقع الخرباء في شمالي ساحل، جنوب الوجاء، شرق الشامية، وغرب ثريبان وتجاورها.